# Dolina reke Jordan
Dolina reke Jordan (arabsko غور الأردن, Ghor Al-Urdon ali Al-Ghawr, hebrejsko עֵמֶק הַיַרְדֵּן, Emek HaYarden) je del večjega Jordanskega tektonskega jarka. Za razliko od večine drugih rečnih dolin se izraz 'dolina Jordana' pogosto nanaša le na spodnji tok reke Jordan, od mesta, kjer izstopi iz Galilejskega jezera na severu, do konca njegovega toka, kjer se izliva v Mrtvo morje na jugu . V širšem smislu lahko izraz zajema tudi porečje Mrtvega morja in dolino Wadi Arabah ali Arava, ki je odsek reke onkraj Mrtvega morja in se konča pri Aqabi / Eilatu, 155 km dlje proti jugu .
Dolina je dolgo in ozko korito, dolga je 105 km s širino v povprečju 10 km, na nekaterih točkah pa se na večini razdalje zoži na 4 km, preden se razširi na 20 km delte, ko dosežete Mrtvo morje. Dolžina reke zaradi meandriranja znaša 220 km. To je najgloblja dolina na svetu, ki se začne na nadmorski višini −212 m in konča na nadmorski višini okoli –400 m. Na obeh straneh, proti vzhodu in zahodu, je dolina omejena z visokimi, strmimi stopničastimi pečinami, katerih razlika v višini med dnom doline in okoliškimi gorami se giblje med 1200 m do 1700 m .
Dolina Jordana na večini svoje dolžine tvori mejo med Jordanijo na vzhodu in Izraelom ter Zahodnim bregom na zahodu. Podrobnosti ureja Izraelsko-jordanska mirovna pogodba iz leta 1994, ki vzpostavlja 'upravno mejo' med Jordanijo in Zahodnim bregom, ki ga je Izrael zasedel leta 1967, brez poseganja v status tega ozemlja. Izrael je 86 % zemlje na Zahodnem bregu doline dodelil izraelskim naseljem . Priključitev doline Jordana k Izraelu so predlagali različni izraelski politiki, nazadnje Netanyahu septembra 2019.

## Geografija
Glede na definicijo, uporabljeno v tem članku, se tisto, kar drugje včasih imenujemo Zgornja dolina Jordana, ne šteje za del doline Jordana. Zgornja dolina obsega izvire reke Jordan in strugo reke Jordan preko doline Hula in planote Korazim, obe severno od Galilejskega jezera.
Spodnji del doline, ki je v arabščini znan kot Ghor (غور), vključuje odsek reke Jordan južno od Galilejskega jezero, ki se konča pri Mrtvem morju. Nekaj stopinj toplejši od sosednjih območij, zaradi celoletne kmetijske klime, rodovitnih tal in oskrbe z vodo, je Ghor postal ključno kmetijsko območje .
Južno od Mrtvega morja nadaljevanje večje doline reke Jordan vsebuje vroče in suho območje, znano kot Wadi 'Araba, 'divjina' ali 'puščava Araba' iz Biblije. 

### Potresna zgodovina
Seizmična aktivnost tega območja velja za najbolj potresno zgodovinsko dokumentirano. V zadnjih 2200 letih je z datumom znanih približno 30 potresov z znatno škodo. Z dobro znanim pisanjem je zajeto skupno približno 4000 let. Tako v starozavezni bibliji kot v rimskih virih je opisanih veliko različnih opažanj, ki so v veliki meri primerljiva s tistimi, ki so bili registrirani v zadnjem času. Nadaljnje geološke raziskave so predstavljale jasne dokaze v daljšem obdobju približno 10.000 let.
Do večkratnih dislokacij so nastali zemeljski plazovi, ki so za krajši čas ustavili reko Jordan - približno 1-2 dni. V zadnjih 1000 letih je bilo dokumentiranih šest takih dogodkov in vsaj en tak dogodek v svetopisemskih časih. Zlasti ob potresu leta 1546 ni bilo le razlitja Jordana, temveč tudi plimovanje (cunami) na območju Rdečega morja. V drugih potresih so bili podrti celo močni trdnjavski zidovi (Jeriho, Masada) ali uničili pomembne zbiralnike vode, tako da je bilo treba prizadeta mesta delno opustiti. Drugje so premiki v zemeljski skorji še naprej povzročali spontan premik slojev, ki vsebujejo podzemno vodo, kar je povzročilo vsaj začasne nove vire.
Potres iz leta 1927, v katerem sta se zahodna plošča proti jugu in vzhodna plošča proti severu v zelo kratkem času premaknili za približno 50 cm druga proti drugi, do zdaj velja za osrednji dogodek modernega časa. To je nedvomno podobno kot najstarejša poročila v regiji.

## Demografija

### Jordanci
Pred šestdnevno vojno leta 1967 je na jordanski strani doline živelo približno 60.000 ljudi, ki so se večinoma ukvarjali s kmetijstvom in pašništvom. Do leta 1971 se je jordansko prebivalstvo doline zmanjšalo na 5000 zaradi vojne leta 1967 in črnega septembra 1970–71 med Palestinsko osvobodilno organizacijo (PLO) in Jordanijo. Naložbe jordanske vlade v tej regiji so do leta 1979 omogočile, da se je število prebivalcev ponovno povečalo na več kot 85.000. 80 % kmetij v jordanskem delu doline so družinske kmetije, ki ne presegajo 30 dunamov (3 ha) .

### Palestinci
Od leta 2009 približno 58.000 Palestincev živi v delu doline, ki leži na Zahodnem bregu v približno dvajsetih stalnih skupnostih, večinoma koncentriranih v mestu Jeriho in skupnosti na večjem območju Jeriha na jugu doline. Od tega jih približno 10.000 živi na območju C, ki ga upravlja izraelski koordinator vladnih dejavnosti na ozemljih, vključno s približno 2700 ljudmi, ki živijo v majhnih beduinskih in pastirskih skupnostih . 

### Izraelci
Znotraj meja pred letom 1967 živi 17.332 Izraelcev v neodvisni občini Beit She'an, 12.000 pa jih živi v 24 skupnostih v regionalnem svetu Doline izvirov, ki so v dolini. Dodatnih 12.400 jih živi v 22 skupnostih v regijskem svetu Emek HaYarden, katerega južna polovica je v dolini.
Na Zahodnem bregu izraelski regionalni svet Bik'at HaYarden vsebuje 21 naselij s skupno 4.200 prebivalci do leta 2014, neodvisna občina Ma'ale Efrayim pa še 1206 od leta 2015 . 

## Kmetijstvo
Dolina reke Jordan je nekaj stopinj toplejša od sosednjih območij, zaradi celoletne kmetijske klime, rodovitnih tal in oskrbe z vodo pa je postala kraj za kmetijstvo že pred približno 10.000 leti. Do okoli 3000 pred našim štetjem so proizvode iz doline izvažali v sosednje regije.
Rodovitne dežele so bile opisane v Stari zavezi. Sodobni načini kmetovanja so močno razširili kmetijsko proizvodnjo tega območja. Gradnja prekopa Vzhodni Ghor ob Jordanu v 1950-ih (danes znan kot prekop kralja Abdulaha), ki teče 69 kilometrov na vzhodnem bregu doline reke Jordan, je prinesla namakanje novih površin. Uvedba prenosnih rastlinjakov je prinesla sedemkratno povečanje produktivnosti, ki je Jordaniji omogočila izvoz velikih količin sadja in zelenjave skozi celo leto.
Po besedah kmetijskega svetovalca Samirja Muaddijaja civilna uprava pomaga palestinskim kmetom in palestinskemu kmetijskemu ministrstvu tržiti pridelke v Izraelu in zagotavljati njihovo kakovost. Seminarji o sodobnem kmetijstvu, kmete izpostavijo izraelskim in mednarodnim inovacijam.
Reka Jordan izvira iz več virov, predvsem v Anti-Libanonskih gorah v Siriji. Teče navzdol v Galilejsko jezero, 212 metrov pod morsko gladino, nato pa se izliva v Mrtvo morje. Južno od Mrtvega morja se dolina Jordana spremeni v vročo, suho dolino Arabah.

## Verski pomen
Rodovitna dežela tega območja je bila kronično opisana v hebrejski Bibliji, kjer je Izraelsko ljudstvo doživelo nekaj čudežev, na primer: reka Jordan, ki je ustavila svoj tok, da bi Izraelcem, ki jih je vodil Jošua, omogočila prečkanje struge v Gilgalu, ki se je posušila takoj, ko je Skrinja zaveze dosegla obalo (Jošua 3).
Yom HaAliyah (hebrejsko: יום העלייה, 'Dan Alije') je izraelski državni praznik, ki se vsako deseto leto hebrejskega meseca Nisan praznuje v počastitev Izraelcev, ki so prečkali reko Jordan v deželo Izrael, medtem ko so nosili Skrinjo zaveze.
Kristjani reko Jordan častijo kot kraj, kjer je Janez Krstnik krstil Jezusa.

## Romanje in turizem
Jezusovo tradicionalno krstno mesto je skozi zgodovino privabljalo romarje. V zadnjih štirih desetletjih so na treh različnih mestih nastali romarski objekti. Z Al Maghtasom ima Jordanija zgodovinsko najstarejše najdišče z arheološkimi najdbami iz najstarejših obdobij krščanskega čaščenja. Čez reko, na strani Zahodnega brega, ima Qasr el Yahud svoje srednjeveške tradicije. Obe lokaciji sta bili brez  omejitev med letoma 1967 in 2000-imi leti, najprej zaradi spora med Izraelom in Jordanijo, nato pa zaradi palestinske prve in druge intifade, vendar sta bili ponovno odprti leta 2000 in 2010–2011. Leta 1981 se je na severu na izraelski strani, na Yardenitu, odprlo novo nadomestno mesto.